# Tigres de l'Ambazonie
Les Tigres de l'Ambazonie, aussi appelés les Tigres de la Manyu (en anglais : Tigers of Ambazonia, Manyu Tigers ou Tigers of Manyu), sont un groupe armé séparatiste actif dans les départements de la Manyu et du Meme de la région du Sud-Ouest du Cameroun. Selon leur site officiel, ils reconnaissent l'autorité du gouvernement intérimaire de l'Ambazonie. Le groupe fait partie du Conseil d'autodéfense de l'Ambazonie.

## Histoire
Le groupe est né à l'automne 2017 dans la Manyu, avec 10 à 30 hommes. Selon le journal séparatiste Bareta News, les Tigres de l'Ambazonie voient le jour après le meurtre d'un chef traditionnel, Ekabe Nyongo, originaire de la Manyu, qui avait exprimé son soutien au mouvement séparatiste. Une foule nue et armée de miliciens prend alors d'assaut les funérailles d'Ekabe Nyongo, enlève un soldat qui était présent et le force à dénoncer le gouvernement, après quoi les rebelles déclarent qu'un autre séparatiste était le nouveau chef local. Le 14 janvier 2018, l'armée camerounaise contre-attaque pour tenter de détruire la milice, mais l'opération suscite un soutien local supplémentaire pour les rebelles.
En 2018, le groupe affirme avoir environ 2 000 hommes sous son ordre, bien que ce chiffre ne puisse être vérifié et soit probablement exagéré. Le groupe coopère avec les Forces de défense de l'Ambazonie (FDA) et les Forces de défense du Cameroun méridional (FDCM). En septembre 2018, le groupe revendique l'attaque de la prison de Wum.
En 2019, l'International Crisis Group (ICG) estimait que les Tigres de l'Ambazonie comptent environ 500 membres. En 2020, le Cameroon Intelligence Report indique que les Tigres de l'Ambazonie étaient désormais connus de l'armée camerounaise et contrôlaient les zones rurales autour de Mamfé. La même année, le groupe aurait maintenu de nombreuses cellules dans la Manyu et patrouillé le département pour empêcher la propagation de la pandémie de Covid-19.
Le 6 novembre 2023, des séparatistes présumés tuent une vingtaine de civils, dont des enfants, dans le village d'Egbekaw. L'Agence de presse Cameroon News Agency (CNA) attribue cette tuerie aux Tigres de l'Ambazonie, la qualifiant de représailles suite à l'embauche par des habitants locaux de mercenaires nigérians qui avaient tué un membre de la milice séparatiste.